# Whalleyanoidea
Whalleyanoidea es una superfamilia de lepidópteros del clado sin rango Ditrysia que agrupa a mariposas y polillas. Son endémicos de Madagascar; hay una sola familia, Whalleyanidae con un solo género, Whalleyana y dos especies.